# Bistra (okręg Bihor)
Bistra – wieś w Rumunii, w okręgu Bihor, w gminie Popești. W 2011 roku liczyła 561 mieszkańców.